# Microplana terrestris
Microplana terrestris ist eine Art der zu den Plattwürmern zählenden Landplanarien. Die Art wurde 1773 vom dänischen Naturforscher Otto Friedrich Müller als Fasciola terrestris erstbeschrieben, später wurde sie der Gattung Microplana zugewiesen.

## Merkmale
Microplana terrestris hat einen unsegmentierten Körper ohne Coelom und ohne spezialisierte Herzkreislauf- und Atmungsorgane. Wie andere Vertreter der Familie Geoplanidae hat diese Landplanarie einen leicht abgeflachten Körper und bewegt sich kriechend über den Untergrund. Der Körper hat eine Länge von 1 bis 2 Zentimetern und eine Breite von 1 bis 2 Millimetern. Das Vorderende ist stumpf und die Färbung ist dunkelgrau bis schwarz.

## Verbreitung
Microplana terrestris ist in Westeuropa heimisch. Die Ausbreitung erstreckt sich von Schweden über das Vereinigte Königreich, Irland und Frankreich bis hin nach Griechenland. Die Landplanarie benötigt feuchte Wälder. Die Art wurde zudem in Nordamerika eingeführt.

## Lebensweise
Microplana terrestris bewegt sich mit Zilien fort. Mit wellenartigen Muskelbewegungen kann die Landplanarie ihre Geschwindigkeit erhöhen, wobei sie eine Schleimspur hinterlässt. Den Schleim kann sie nutzen, um von einem Blatt zu einem anderen zu gelangen.
Der Plattwurm ist carnivor und ernährt sich vor allem von Regenwürmern, Schnecken und kleinen Gliederfüßern. Die Hauptnahrung machen Aas und verletzte Beutetiere aus, seltener erbeutet er unverletzte Beute.
Microplana terrestris pflanzt sich sowohl sexuell als auch asexuell fort. Ein Individuen produziert einen Kokon, in dem mehrere Nachkommen heranwachsen. Solche Kokons kann es jeden Monat ablegen.
Die Lebensdauer betrug in einem Laborversuch 39 Monate. Wenn der Plattwurm in zwei Hälften zerschnitten wird, kann er sich regenerieren, aber scheinbar wird hierdurch die Lebensdauer reduziert.